# Sainte-Suzanne (Ozanne)
Pour les articles homonymes, voir Sainte-Suzanne.
Pour un article plus général, voir Réseau hydrographique d'Eure-et-Loir.
Le Sainte-Suzanne ou ruisseau de Sainte-Suzanne est une rivière française du département d'Eure-et-Loir, affluent en rive droite de l'Ozanne, sous-affluent de la Loire par le Loir, la Sarthe et la Maine.

## Communes traversées
De sa source à sa confluence avec l'Ozanne, le Sainte-Suzanne parcourt 19,2 km et traverse 5 communes. D'amont en aval :
- Authon-du-Perche ;
- Beaumont-les-Autels ;
- Charbonnières ;
- Les Autels-Villevillon ;
- Unverre.

## Principal affluent
- La Sonnette